# Evander Sno
Evander Sno (Dordrecht, 9 aprile 1987) è un allenatore di calcio ed ex calciatore olandese, di ruolo centrocampista, vice allenatore del Lienden.

## Carriera
Nato da genitori di origine surinamesi, ha esordito nel Feyenoord nel 2005, l'anno dopo venne prestato al NAC Breda.
Dal 2006 al 2008 ha giocato con il Celtic, in seguito è stato ceduto all'Ajax giocando per un breve periodo in prestito al Bristol City.
Il 13 settembre 2010 è stato colto da un attacco di cuore durante una gara tra riserve, dopo essere entrato in campo da 18 minuti come sostituto. Nel maggio 2011 viene annunciato il suo addio all'Ajax.(NL) 
Durante luglio 2011 era in procinto di passare al Genoa, ma il trasferimento saltò a causa di normative presenti in Italia che gli impediscono di giocare: egli infatti gioca con un mini defibrillatore cardiaco impiantabile sottopelle vietato dal regolamento calcistico italiano, ma regolamentare in quello olandese, così il giocatore è tornato in patria dopo due giorni in Italia.
Il 17 agosto 2011 firma un contratto con la squadra olandese del RKC Waalwijk. Debutta due giorni dopo subentrando a Sander Duits al 58' in Roda JC-RKC Waalwijk (0-2). Segna il suo primo gol la settimana successiva, il 27 agosto al 10' nella sfida vinta per 2-1 contro il NAC Breda. Si ripete cinque mesi dopo, il 29 gennaio, su rigore nel 4-0 al VVV-Venlo. Il 12 febbraio riceve il suo primo cartellino rosso nella sconfitta per 0-1 contro l'Heerenveen. Il 2 maggio segna una doppietta nel 5-2 al Roda JC. Termina la stagione con 25 presenze e 4 gol.
In estate passa al NEC Nimega. Debutta il 12 agosto nella vittoria esterna per 2-0 contro l'Heerenveen. Segna il suo primo gol con la nuova maglia il 26 agosto nella sconfitta per 1-3 contro il Twente. Il 29 settembre accusa un infarto durante la partita contro il Feyenoord, venendo salvato grazie al del defibrillatore interno; il giocatore è stato quindi ricoverato in ospedale.
In seguito è stato accertato che si è trattato di un'aritmia e che il giocatore può tornare a giocare senza problemi. Gli specialisti che lo hanno in cura decidono quindi di sottoporre l'atleta a un nuovo intervento chirurgico avendo finalmente scoperto la causa dell'aritmia. Nel dicembre 2012 viene effettuata l'operazione che oltre ad essere andata a buon fine dichiara Evander Sno guarito per sempre. Egli dopo un breve periodo di riabilitazione tornerà in campo ufficialmente entro gennaio 2013. La società del NEC Nimega si dichiara soddisfatta per come siano andate a buon fine le cure nei confronti del calciatore tanto da ritenere loro stessi responsabili perché considerano questo atleta come una loro priorità. Il 3 aprile 2013, Sno ha concluso il suo contratto con il NEC a causa di un disaccordo con il club.
Il 28 ottobre seguente fa ritorno al RKC Waalwijk. Fa il suo ritorno in campo da titolare il 1º novembre in RKC-NAC 3-0 giocando 83 minuti. Continua ancora per tutto il resto del campionato a giocare quasi tutte le partite per interi 90 minuti tranne qualcuna per scelte tattiche dell'allenatore senza saltare nessuna presenza, in più è stato sempre fondamentale il suo contributo negli assist per mandare in goal la propria squadra. Inoltre ancora firma una doppietta strepitosa contro il PSV stupendo l'intera olanda e si ripete ulteriormente con altri goal singoli nell'arco del campionato. Alla fine, nonostante le sue prestazioni, la sua squadra retrocede in Eerste Divisie.
Nel luglio 2014 passa al KVC Westerlo, ma nel dicembre dello stesso anno rescinde il contratto che lo legava al club belga.

## Palmarès

### Club
- Campionato scozzese: 2

Celtic: 2006-2007, 2007-2008
- Coppa di Scozia: 1

Celtic: 2006-2007
- Campionato olandese: 1

Ajax: 2010-2011